# Labdoo
Labdoo ist ein gemeinnütziges Hilfsprojekt, welches mit Hilfe von IT-Spenden Kindern und Jugendlichen im In- und Ausland einen Zugang zu IT und Bildung ermöglicht. Gespendete Laptops werden wiederaufbereitet und mit Lernsoftware ausgestattet, bevor sie CO2-neutral zu Schulprojekten transportiert werden.

## Arbeit
Labdoo ist eine weltweit tätige NGO und private Initiative von freiwilligen, ehrenamtlichen Helfern, die über das Internet koordiniert ein weltweites Hilfsprojekt bilden. Das Hilfsprojekt sammelt ungenutzte, ausgemusterte Laptops, Tablets oder E-Book-Reader für Auslandsprojekte und ggf. auch PCs für regionale Projekte im Inland. Die IT-Spenden werden wiederaufbereitet und mit Lubuntu und lizenzfreier Lernsoftware ausgestattet, um dann an Projekte in der ganzen Welt weitergeben zu werden. Mit Hilfe von sogenannten Dootrips werden die IT-Spenden CO2-neutral zu den Projekten, gebracht. Das erklärte Ziel von Labdoo ist, weltweit die digitale Kluft auf ökologisch verantwortungsvolle Weise zu verringern. Durch die Wiederverwendung von gebrauchten Laptops wird kein weiterer Elektronikschrott erzeugt, durch die Dootrips kein zusätzlicher CO2-Ausstoß. Defekte Geräte werden kostenlos ausgetauscht und zur Entsorgung zurückgeholt. Alle Leistungen werden von Freiwilligen unentgeltlich und ehrenamtlich erbracht. Die gespendeten Laptops werden kostenlos an Schulen, Heime und andere Flüchtlings- / Hilfsorganisationen weitergegeben.
Im Unterschied zur Initiative One Laptop Per Child werden bei Labdoo keine neuen Laptops an Schulen weitergegeben, sondern Gebrauchte und Wiederaufbereitete und der Transport erfolgt CO2-neutral. Die wirtschaftlichen und ökologischen Kosten sind sehr gering oder nicht vorhanden. Dies unterscheidet Labdoo von anderen Organisationen oder Initiativen dieser Art und sind die wichtigsten Merkmale von Labdoo.
Labdoo unterstützt laut Eigenbeschreibung mit über 57.000 gesammelten Laptops mehr als 2.900 Schulprojekte in 155 Ländern und erreicht so rund 960.000 Schüler (Stand Mai 2025).

### Dootrip
Mit Dootrip wird bei Labdoo der CO2-neutrale Transport von IT-Spenden, den Dootronics, bezeichnet. Beispielsweise werden IT-Spenden von Flug- oder Transportpaten, Touristen, Freiwilligen von NGOs, Schülern, Studenten oder Mitarbeitern der Projekte mitgenommen. Dootrips sind ein Schlüsselelement von Labdoo, da durch die Dootrips IT-Spenden zu Projekten gebracht werden ohne dabei den CO2-Ausstoß zu vergrößern. Zusätzlich entstehen durch die Dootrips keine Kosten für Labdoo, da die IT-Spenden im Gepäck der Reisenden oder anderen Transporten mitgenommen werden.

### Dootronic
Mit dem Wort Dootronic wird bei Labdoo jedes elektronische Gerät bezeichnet, welches mit Lernsoftware bestückt, nachhaltig transportiert wird und für einen Bildungszweck bestimmt ist. Das Wort ist eine Mischung aus Labdoo und dem englischen Wort für elektronische Geräte (electronics): Labdoo electronics. Dootronics werden innerhalb des Labdoo Netzwerkes mit einer eindeutigen 9-stelligen Nummer und einem QR-Code markiert. Mit Hilfe der Nummer oder des QR-Codes gelangt man zur URL des spezifischen Dootronics. Die Seite des jeweiligen Dootronics bietet zur Historie und gerätespezifische Informationen, wie zum Beispiel die Seriennummer und auch den Status des Gerätes, um Rückverfolgbarkeit und Transparenz zu gewährleisten.

### Labdoo Hub
Dort wo Labdoo-Helfer regelmäßig Laptops aufbereiten, recyclen, sammeln oder andere Labdoo-Aktivitäten ausführen, können Labdoo Hubs gegründet werden. Oft sind Hubs Schulen, Universitäten, Privathaushalte oder Firmen. Neben den Hubs gibt es Labdoo Annahmestellen. Die Annahmestellen haben die Funktion, IT-Spenden für Labdoo anzunehmen, die dann an ein Hub weitergeleitet werden. Die 4 bestehenden, gemeinnützigen Vereine fördern in den einzelnen Ländern die Aktivitäten der Labdoo Hubs, Labdoo Annahmestellen und Helfer, z. B. durch Übernahme von Kosten für Ersatzteile, Reparaturen, Logistik usw.

## Geschichte
2010 wurde Labdoo von Jordi Ros-Giralt in den USA gegründet und als gemeinnütziger Verein registriert. Einige Monate vorher, im September 2009, wurde die erste IT-Spende, ein Laptop, auf der Webseite registriert. Jordi Ros-Giralt begann schon im Jahr 2005 als Ingenieur ohne Grenzen, für eine Schule in Guatemala Laptops zu sammeln und wiederaufzubereiten. Aus dieser Idee heraus wurde ein skalierbares und nachhaltiges Konzept entwickelt, woraus letztendlich Labdoo entstand.

## Labdoo in Deutschland

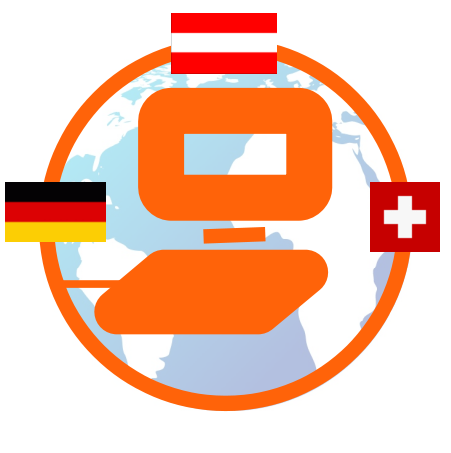
Labdoo Logo DACH

Labdoo startete im Januar 2012 in Deutschland, im Januar 2013 wurde der gemeinnützige Förderverein Labdoo.org e. V. gegründet. In Deutschland gibt es mehr als 20 Labdoo Hubs und mehr als doppelt so viele Annahmestellen.

### Auszeichnungen
- Labdoo.org e. V. gehörte 2016 zu den 100 Gewinnern des Google Impact Challenge Award.[17]
- Labdoo.org e. V. war 2016 eines von 3 nominierten Projekten in der Kategorie Recycling und Ressourcen des GreenTec Awards.[18][19][20]
- Labdoo.org e. V. war 2017 eines von 3 nominierten Projekten in der Kategorie Sustainable Development des GreenTec Awards.[21]
- Die deutsche Bundeskanzlerin Angela Merkel zeichnete 2016 das Projekt, im Rahmen des Projektes von startsocial e. V., für sein soziales Engagement aus.[22][23]
- Ralf Hamm, der Gründer und Vorstand von Labdoo.org in Deutschland, erhielt am 5. Dezember 2022 für seine Arbeit das Bundesverdienstkreuz (Bundesverdienstorden am Bande).

## Labdoo in der Schweiz
Labdoo startete im Februar 2012 in der Schweiz, im Juli 2015 wurde der Verein Labdoo.org gegründet. In der Schweiz gibt es einen Hub mit mehr als 30 Annahmestellen.
Der Computerhersteller Lenovo Schweiz kooperiert mit dem Verein.
Computacenter Schweiz, ein herstellerübergreifender Dienstleister für Informationstechnologie, unterstützt den Verein.
Scout24 Schweiz, ein Schweizer Netzwerk von Online-Marktplätzen, ist Projektpartner von Labdoo.
Kinderdorf Pestalozzi, ein international tätiges Kinderhilfswerk, ist offizielle Partnerin von Labdoo.
Labdoo Schweiz ist einer von 16 Finalisten der weltweit ersten "Love on" Mini-Grants – eine Initiative, die von der Lenovo Foundation am 22. Oktober 2018 ins Leben gerufen wurde.

## Labdoo in Spanien
In Spanien existiert seit 2014 der gemeinnütziger Verein Associació Labdoo.org Catalunya.

## Labdoo in den USA
In den USA existiert seit 2010 der gemeinnützige Verein Labdoo Inc.